# توم كولينز (ملحن)
توم كولينز (بالإنجليزية: Tom Collins)‏ هو ملحن ومنتج أسطوانات أمريكي، ولد في 30 مايو 1942 في لينوار سيتي في الولايات المتحدة.